# Давидоаја (Ботошани)
Давидоаја (рум. Davidoaia) насеље је у Румунији у округу Ботошани у општини Ворничени. Oпштина се налази на надморској висини од 187 m.

## Становништво
Према подацима из 2002. године у насељу је живело 161 становника, од којих су сви румунске националности.